# سن-فرانسوا-دو-سال، کبک
سن-فرانسوا-دو-سال (به فرانسوی: Saint-François-de-Sales) شهری در منطقه شهری لو دومن-دو-روآ ناحیه سگونه-لاک-سن-ژان در استان کبک کانادا است. در سرشماری سال ۲۰۱۱ این شهر ۷۰۲ نفر جمعیت داشته‌است و مساحت آن ۲۰۰٫۵۶ کیلومتر مربع است.